# Таловка (посёлок станции, Бурятия)
Та́ловка — посёлок при станции в Прибайкальском районе Бурятии. Административный центр сельского поселения «Таловское».

## География
Посёлок и станция Таловка Восточно-Сибирской железной дороги на Транссибирской магистрали расположены на левобережье реки Селенги в 30 км к западу от районного центра, села Турунтаево, и в 70 км к северо-западу от Улан-Удэ. По южной окраине посёлка проходит железнодорожная линия Транссиба, в 1 км к северу от центра Таловки — федеральная автомагистраль Р258 «Байкал». На западной окраине посёлка, пересекая ж/д линию, протекает речка Таловка (левый приток Селенги), берущая начало в горах Хамар-Дабана.

## История
В 1900 году основан разъезд Таловка Забайкальской железной дороги.  
В 1956 году вблизи разъезда Таловка началось строительство завода железобетонных конструкций (ЗЖБК), объявленного Всесоюзной комсомольской стройкой. Завод начал работать 1 января 1958 года. Разъезд преобразован в станцию ВСЖД. К концу 2016 года производство, находящееся в частной собственности, свёрнуто — ЗЖБК на грани закрытия.

## Население
| 2002 | 2010  |
| ---- | ----- |
| 2164 | ↘1956 |

## Экономика
Основное предприятие — Таловский завод ЖБК. Также имеются предприятия ЖКХ, сельхозпроизводители, кондитерский цех.

## Инфраструктура
Дом культуры, средняя общеобразовательная школа, библиотека, детский сад, врачебная амбулатория, почта. В поселке построен Храм во имя иконы Божьей Матери "Скоропослушница" (Русская православная церковь).